# Via Flavia
Via Flavia je bila rimska cesta, ki je povezovala Trst (antični Tergeste) z Dalmacijo in je potekala ob obali Istre. Zgrajena je bila v času vladavine cesarja Vespazijana, leta 78/79 našega štetja.
Za Trstom je prečkala Rižano, Dragonjo/Dragogno in pri Ponte Portonu največjo istrsko reko Mirno/Quieto (Ningus). Nato je dosegla Limski kanal/Canale Leme (Limes), Dvigrad (Due Castelli), Bale (Valle), Vodnjan (Dignano) in Pulj/Pola, nato pa zavila proti Visačam (Nezakcij) in dosegla Rašo/Arso (Arsia), jo prečka in nadaljevala kot lokalna cesta skozi Labin (Albona) in Plomin (Fianona) do Kastva/Castua (Castra), kjer se je pod kotom združila z Via Annia.